# Gare de Hettange-Grande
La gare de Hettange-Grande est une gare ferroviaire française de la Ligne de Metz-Ville à Zoufftgen, située à proximité du centre-ville de Hettange-Grande, dans le département de Moselle, en région Grand Est.
Elle est mise en service en 1859 par la Compagnie des chemins de fer de l'Est. C'est une halte voyageurs] de la Société nationale des chemins de fer français (SNCF) desservie par des trains TER Grand Est.

## Situation ferroviaire
Établie à 184 m d'altitude, la gare de Hettange-Grande est située au point kilométrique (PK) 194,980 de la ligne de Metz-Ville à Zoufftgen, entre les gares de Thionville et de Zoufftgen (fermée) située peu avant la frontière au PK 203,757.

## Histoire
La station de Hettange est mise en service le 11 août 1859 par la Compagnie des chemins de fer de l'Est, lorsqu'elle ouvre à l'exploitation le prolongement, de Thionville à la frontière du Luxembourg, de sa ligne de Metz à Thionville.

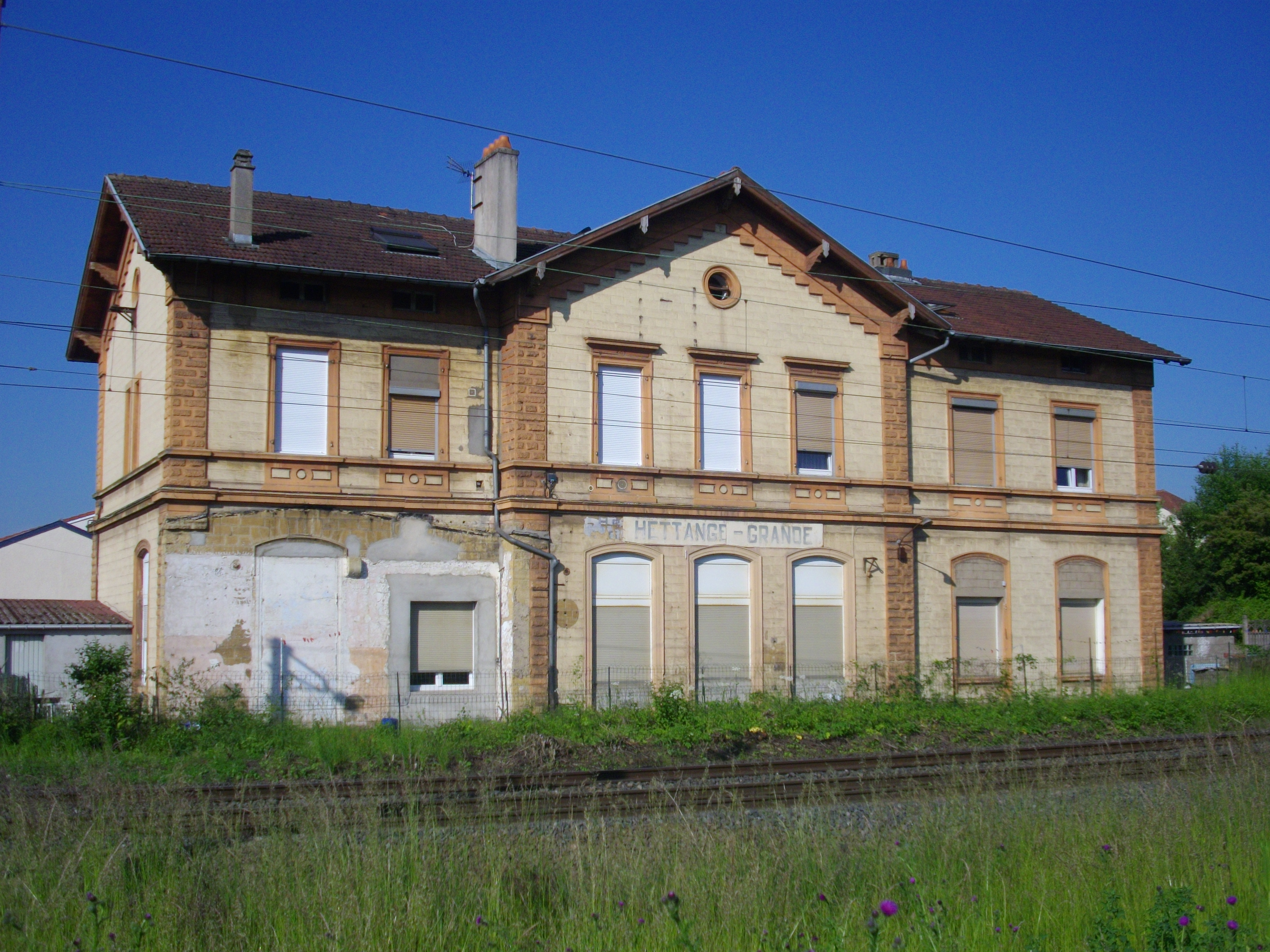
L'ancien bâtiment voyageurs

Pour la Compagnie cette mise en service concerne également la ligne jusqu'à Luxembourg puisqu'elle a conclu le 6 juin 1857 une convention avec la Société royale grand-ducale des chemins de fer Guillaume-Luxembourg pour d'exploitation de son réseau. Elle est fermée en 1981 faute de trafic.
Le 30 janvier 2000 a lieu l'inauguration de la nouvelle halte ferroviaire située à proximité de l'ancien bâtiment voyageurs, en présence d'officiels français et luxembourgeois,. Cette réouverture est l'aboutissement d'un défi lancé en 1994 par le syndicaliste Bernard Aubin : rouvrir une gare en Lorraine. Après en avoir soumis sans succès l'idée à son employeur, cet agent SNCF prit le parti de mener le projet à son terme avec le soutien de la Ville, de la Région Lorraine, des autorités luxembourgeoises et de nombreux décideurs,. Six années d'interventions furent nécessaires pour aboutir au succès .

## Fréquentation
De 2015 à 2024, selon les estimations de la SNCF, la fréquentation annuelle de la gare s'élève aux nombres indiqués dans le tableau ci-dessous.
| Année                      | 2015    | 2016    | 2017    | 2018    | 2019    | 2020    | 2021    | 2022    | 2023    | 2024    |
| -------------------------- | ------- | ------- | ------- | ------- | ------- | ------- | ------- | ------- | ------- | ------- |
| Voyageurs                  | 524 189 | 551 410 | 532 946 | 459 855 | 472 838 | 308 253 | 366 519 | 497 593 | 512 538 | 557 786 |
| Voyageurs et non voyageurs | 655 236 | 689 263 | 666 183 | 574 818 | 591 047 | 385 316 | 458 149 | 621 992 | 640 672 | 697 232 |

## Service des voyageurs

### Accueil
Halte SNCF, c'est un point d'arrêt non géré (PANG) à accès libre. Elle est équipée d'un automate pour l'achat de titres de transport.

### Desserte
Hettange-Grande est desservie par des trains TER Grand Est qui effectuent des missions entre les gares : de Nancy-Ville, ou de Metz-Ville, ou de Hayange, ou de Thionville, et de Luxembourg ; de Thionville et d'Hettange-Grande ; de Thionville à Longwy.

### Intermodalité
Un parking pour les véhicules y est aménagé. La gare est desservie par la ligne S11 du réseau Citéline.

## Service des marchandises
La gare de Hettange-Grande est ouverte au service du fret.

## Patrimoine ferroviaire
L'ancien bâtiment voyageurs, à la façade en pierre de taille, a été reconverti en logements. Il s'agit d'un bâtiment à étage doté d'un corps central de trois travées surmonté d'un grand pignon et flanqué par deux ailes de longueur légèrement différente. L'aile de droite, qui présente une travée supplémentaire côté rue, a été ajoutée lors d'un agrandissement du bâtiment.